# Linberget
Linberget est une localité du comté de Troms, en Norvège.

## Géographie
Administrativement, Linberget fait partie de la kommune de Lenvik.